# Oběd (album)
Oběd je hudební album skupiny Hm... vydané v roce 2004 u vydavatelství g.parrot. Vedle osvědčených textů podle básní českých autorů (Jaroslav Seifert, Jiří Wolker, Jiří Orten) skupina tentokrát sáhla i k poezii francouzské (Jean-Arthur Rimbaud, Guillaume Apollinaire), ovšem v českých překladech. Ostatní texty jsou od textaře skupiny Petra Kotouše, nebo od dalších spřátelených současníků. Jedná se o druhé studiové album skupiny. Album bylo natočeno ve studiu Ondřeje Ježka, který je znám produkcí spíše drsnější hudby, ale tohoto úkolu se zhostil na výtečnou.

## Seznam skladeb
1. „U studánky“
2. „Bossa“
3. „Babička“
4. „Balada o očích topičových“
5. „Čtveračka“
6. „Dívka, co se ráda koupe“
7. „Buď můj salám“
8. „Ukolébavka“
9. „O čem sní tesknota“
10. „Můj sen“
11. „Oběd“
12. „Piloti“
13. „Babička 2“